# 모터 밸리

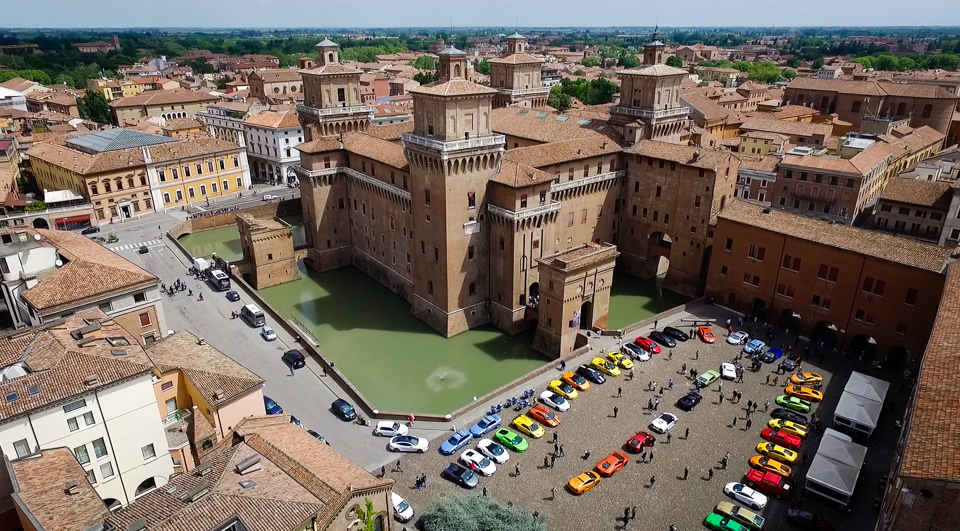
페라라에서 열린 람보르기니 자동차 집회

모터 밸리(이탈리아어: Terra dei Motori, 영어: Motor Valley)는 이탈리아 에밀리아로마냐주 지역에 있는 지역이다. 이 지역에는 고급 자동차 및 오토바이 제조업체가 많이 입주해 있어 이 같은 이름이 붙었다. 첨단기술 기업이 밀집해 있기로 유명한 미국의 실리콘 밸리에서 영감을 받아 이름을 지었다.

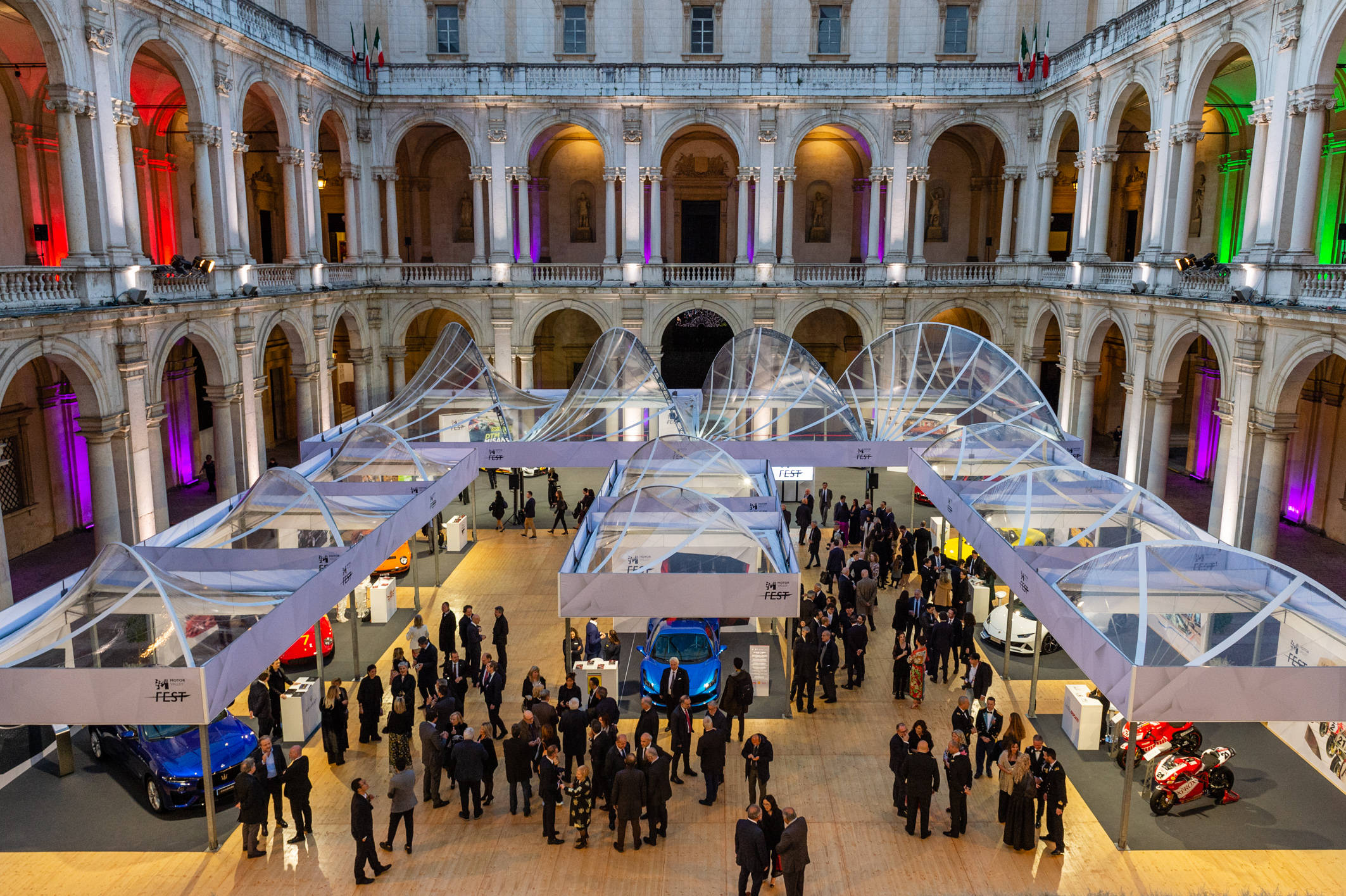
Motor Valley Fest 전시회

모데나는 Motor Valley Fest를 개최한다. 이는 모터스포츠와 자동차 산업의 세계를 위한 전용 행사이다. 컨퍼런스, 자동차 및 오토바이 전시회, 트랙 주행 활동 등이 포함된다.

## 입주 기업

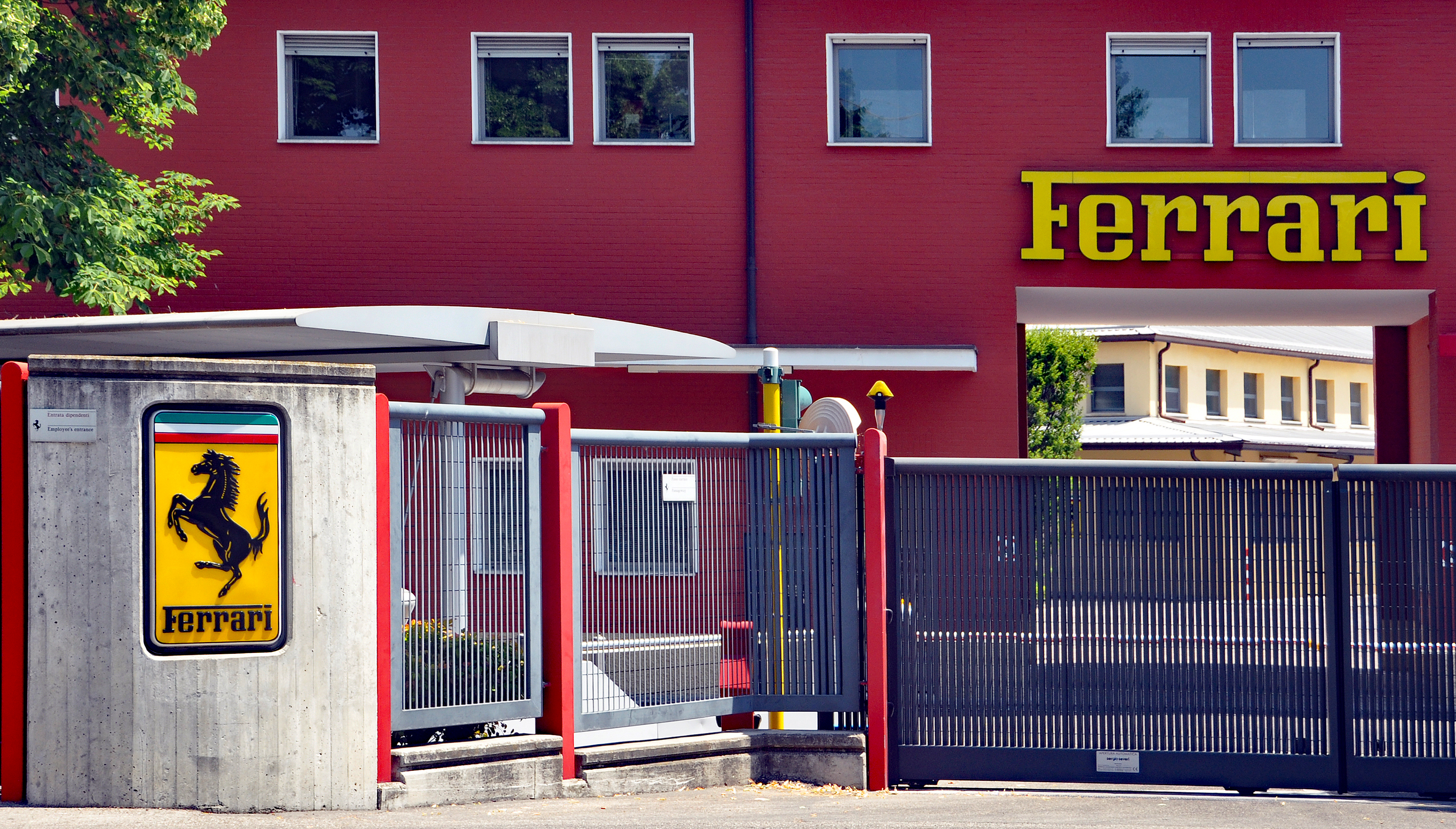
마라넬로에 있는 페라리 본사 입구

- 페라리
- 마세라티
- 람보르기니
- 두카티
- 파가니
- 드 토마소
- 달라라

## 관련 대학교

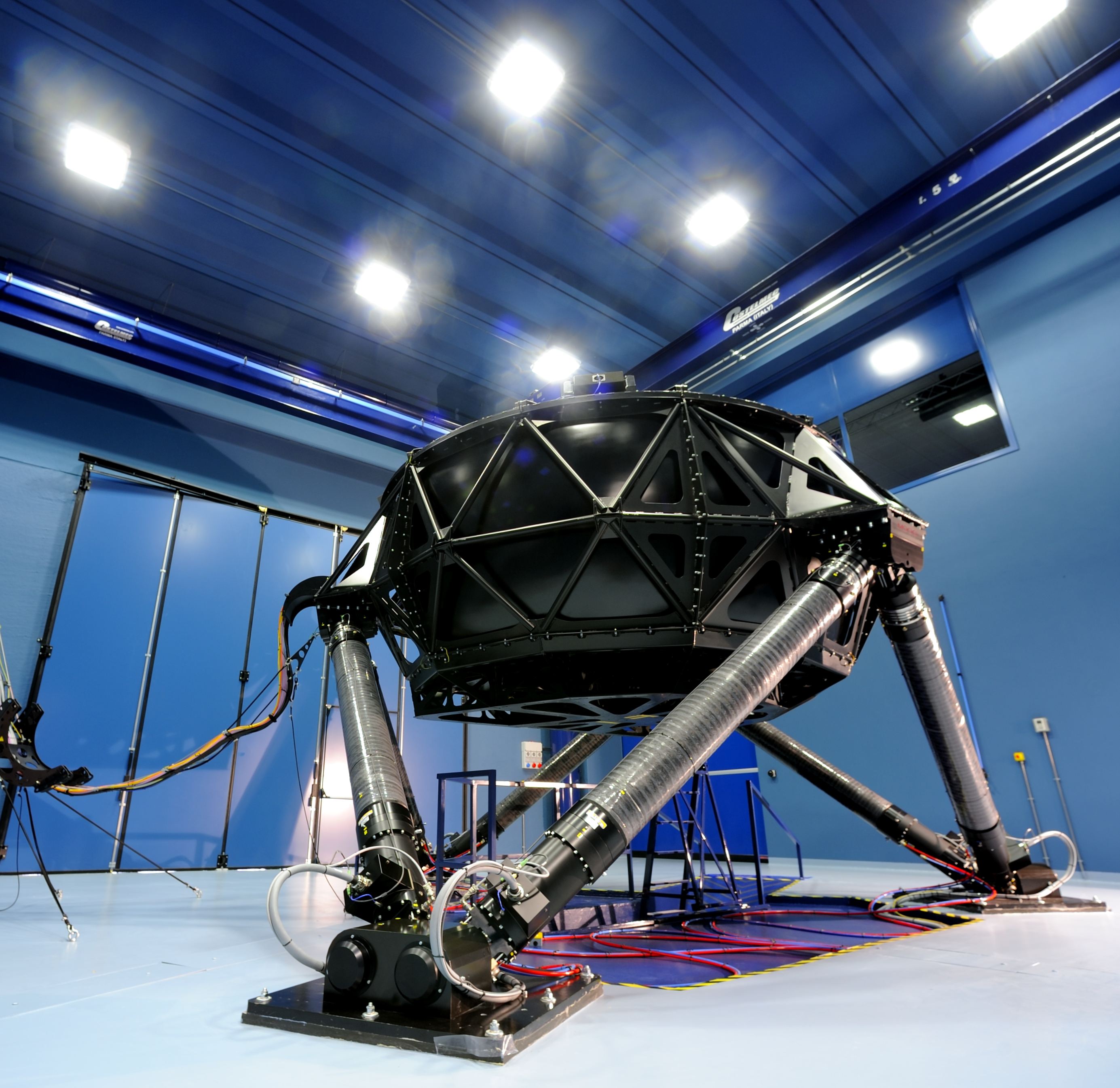
달라라의 3D 시뮬레이터

- 볼로냐 대학교
- 페라라 대학교
- 파르마 대학교
- 모데나 자동차 과학 연구소

## 관련 박물관
- 페라리 박물관
- 엔초 페라리 박물관
- 페루치오 람보르기니 박물관
- 두카티 박물관

## 모터스포츠 경주장

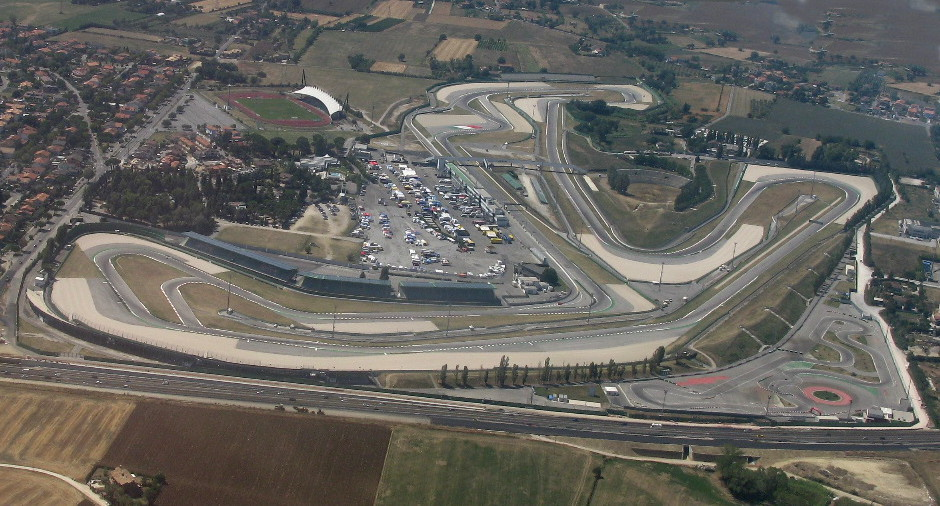
미사노 서킷

- 이몰라 서킷
- 미사노 서킷
- 모데나 서킷
- 바라노 서킷

## 같이 보기
- 자동차 산업